# Don Ellis

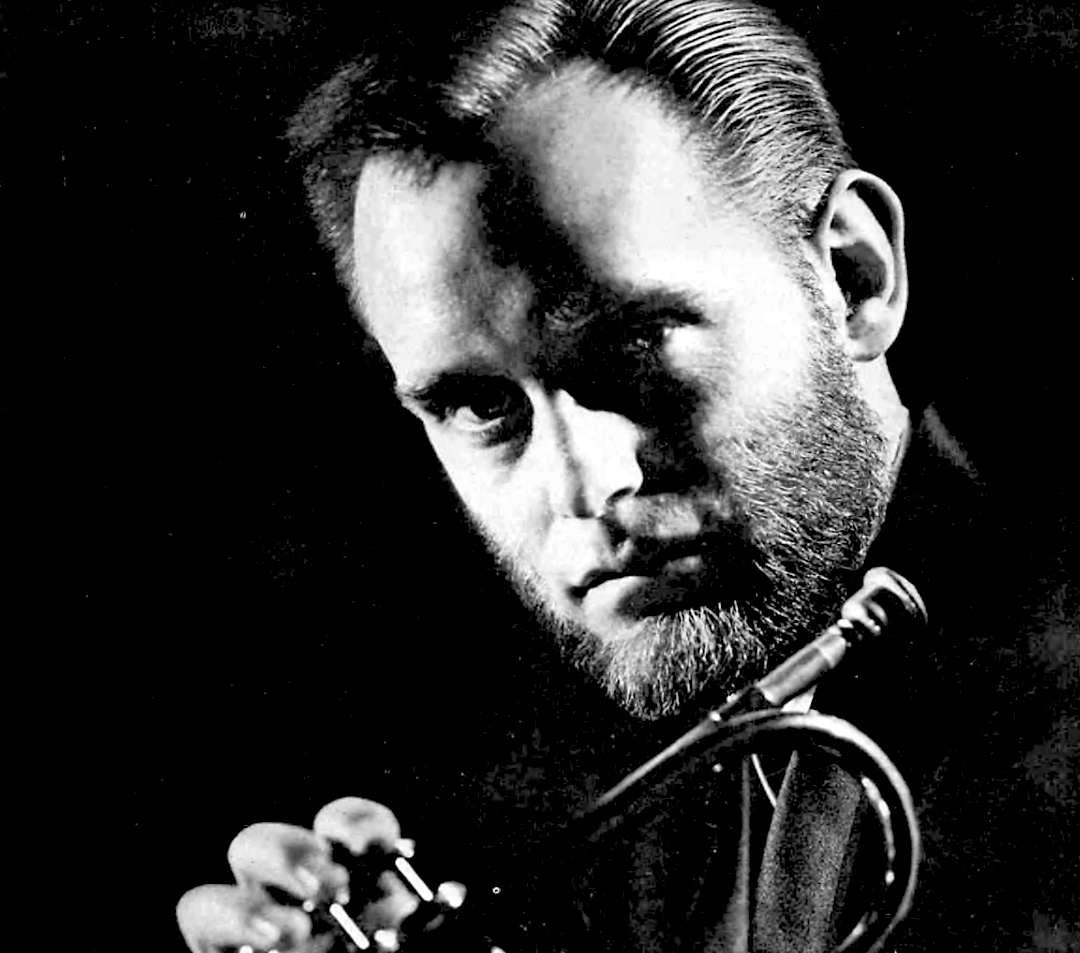
Don Ellis, 1968

Donald Johnson „Don“ Ellis (* 25. Juli 1934 in Los Angeles; † 17. Dezember 1978 in North Hollywood) war ein US-amerikanischer Jazz-Trompeter, Schlagzeuger, Komponist und Bandleader, der vor allem durch seine Arbeit mit komplexen Rhythmen und Taktarten berühmt wurde. Seine Bands waren dafür bekannt, dass sie auch komplexe Metren zum Swingen bringen konnten. Er beschäftigte sich früh mit Aspekten der neuen Musik im Kontext des Jazz, experimentierte mit einer Vielzahl von elektronischen Instrumenten und Effektgeräten und integrierte indische, osteuropäische wie arabische Elemente in seine Kompositionen. Zugleich erprobte er auch neue Besetzungen: Er beschäftigte zeitweise drei Bassisten und vier Perkussionisten in seiner Big Band. Außerdem erfand er eine Trompete mit vier Ventilen, um Vierteltöne spielen zu können.
Ellis fand den Zuspruch eines weit über die Jazzszene hinausreichenden Publikums, wie die Aufnahmen aus dem Fillmore West mit ihren enthusiastischen Publikumsreaktionen belegen. Er wirkt auf zahlreichen Alben anderer Musiker (im Wesentlichen zwischen 1959 und 1968) mit, darunter Charles Mingus, Karin Krog, Maynard Ferguson, George Russell, Leonard Bernstein und Frank Zappa.

## Herkunft
Ellis’ Vater war Methodistenpriester und seine Mutter Kirchen-Organistin. Er besuchte die West High School in Minneapolis. Für sein Interesse am Jazz war vor allem der Besuch eines Big-Band-Konzertes von Tommy Dorsey verantwortlich. Andere frühe Inspirationen kamen durch Louis Armstrong und Dizzy Gillespie. Ein Kompositionsstudium an der Boston University schloss er 1956 ab.

## Musikalischer Werdegang

### 1956–1962: Die frühen Jahre
Sein erstes Engagement als Musiker erhielt Ellis in der Glenn Miller Band unter der Regie von Ray McKinley. Dort spielte er, bis er im September 1956 in die Seventh Army Symphony Orchestra and Soldiers’ Show Company aufgenommen wurde, mit der er nach Frankfurt am Main in Deutschland geschickt wurde. In der Army-Band traf Ellis auf den Pianisten Cedar Walton und die Saxophonisten Eddie Harris und Don Menza. Hier hatte Ellis auch seine ersten Möglichkeiten, für eine Big Band zu schreiben.
Zwei Jahre später verließ er die Army-Band und zog nach Greenwich Village in New York City. Hier fand er Jobs in Tanzkapellen und tourte kurz mit Bandleader Charlie Barnet, wo er aber keine nennenswerte Position innehatte. Sein erstes größeres Engagement bekam er im Frühjahr 1959, für neun Monate, in der Maynard Ferguson Band.
Kurz danach kam Ellis mit der Avantgarde-Jazz-Szene in New York City in Kontakt. Er erschien auf Alben von Charles Mingus, Eric Dolphy und George Russell, dessen Sextett, später Septett, er für zwei Jahre angehörte.
Zwischen 1960 und 1962 leitete er mehrere Sessions mit kleinen Gruppen unter eigenem Namen. Dabei waren unter anderem Jaki Byard, Paul Bley, Gary Peacock, Ron Carter, Charlie Persip und Steve Swallow. Diese Alben belegen sowohl Ellis’ Interesse an der Erforschen von Tempo, Form und Tonalität als auch seine ausgezeichnete Musikalität.
In dieser Zeit entstanden seine ersten Veröffentlichungen. How Time Passes (1960), auf dem er mit Zwölftonreihen experimentierte, Out of Nowhere, New Ideas und als letztes Album dieser Periode Essence, das Mitte Juli 1962 aufgenommen wurde. Anschließend veröffentlichte Ellis in Amerika für mehrere Jahre keine Platten, war aber weit davon entfernt, inaktiv zu sein.

### 1962–1964: Europa und Amerika
Im Oktober 1962 reiste Ellis nach Polen, um dort auf dem Jazz Jamboree in Warschau aufzutreten. Ellis dokumentierte seine Erfahrungen in einem Artikel mit dem Titel Warsaw Diary (Das Warschau-Tagebuch), welches im Down Beat Magazin in der Ausgabe vom 3. Januar 1963 veröffentlicht wurde.
Im Dezember nahm Ellis an einem NDR Jazzworkshop in Hamburg teil und reiste Anfang 1963 nach Stockholm, Schweden, wo er einige Aufmerksamkeit für seine Experimente mit Happenings, ähnlich denen der Fluxus-Bewegung, erlangte.
Zurück in New York, gründete er das Improvisational Workshop Orchestra, das seinen ersten Auftritt am 10. Februar 1963 im Five Spot gab.
Die Vorstellung entsprach in etwa der Performance, die er in Schweden entwickelt hatte: Darsteller benutzten Karten, um die Abfolgen der Events zu bestimmen, und die Musiker verwendeten ihre Instrumente, um die Arbeiten von Malern zu interpretieren. Zusätzlich wurden einige ungewöhnliche musikalische Elemente eingesetzt, wie z. B. arabische Rhythmen und Skalen oder das Auftippen mit den Füßen auf dem Boden (foot shuffling).

### 1964–1967: Neue Rhythmen & Third Stream
Im Jahr 1964 begann Ellis’ Studium der Musikethnologie an der University of California, Los Angeles (UCLA), wo er auf den indischen Musiker Harihar Rao traf. Stark inspiriert durch Rao, experimentierte Ellis mit ungeraden Metren im Kontext der westlichen, improvisierten Musik. Zusammen mit Rao verfasste er 1965 für das Jazz Magazine den Artikel An Introduction to Indian Music for the Jazz Musician (Einführung in die indische Musik für Jazz-Musiker).
Zu dieser Zeit bildete er für kurze Dauer die erste Version seiner Big Band, die jedoch aufgelöst wurde, als Ellis ein Rockefeller-Stipendium erhielt, um für ein Jahr bei Lukas Foss an der University at Buffalo zu studieren.
Während seiner Zeit in New York war Ellis an mehreren Third-Stream-Projekten beteiligt. Eine Live-Performance vom 8. Februar 1964 im Lincoln Center wurde für Leonard Bernsteins TV-Serie Young People’s Concerts gefilmt. Ferner spielte er mit anderen Jazz-Musikern aus dem Umfeld der New Yorker Philharmoniker auf Larry Austins Improvisations for Orchestra and Jazz Soloists (1961) und Gunther Schullers Journey Into Jazz (1962). Eine spätere Aufnahme von Austins Stück, mit Don Ellis, dem Bassisten Barre Phillips, Schlagzeuger Joe Cocuzzo und den New Yorker Philharmonikern (unter der Leitung Bernsteins), wurde 1965 auf dem Album Leonard Bernstein Conducts Music of Our Time veröffentlicht.
Im November 1967 wurde Ellis’ erste Sinfonie, Contrasts for Two Orchestras and Trumpet (Kontraste für zwei Orchester und Trompete) vom Los Angeles Philharmonic Orchestra unter Zubin Mehta uraufgeführt.

### 1965/1966: DasHindustani Jazz Sextet
Zurück an der Westküste gründete Ellis das Hindustani Jazz Sextet, mit dem er einige der Konzepte in der Praxis untersuchte, die er während seines Studiums gelernt hatte. Das Sextett um Ellis und seinen Mentor Harihar Rao (Sitar und Tabla) bestand weiter aus dem Vibraphonisten Emil Richards, dem Schlagzeuger Steve Bohannon, den Bassisten Chuck Domanico und Ray Neapolitan, dem Pianisten Dave MacKay sowie für mindestens eine Performance auch dem Saxophonisten Gabe Baltazar. Die Band spielte vorwiegend eigene Kompositionen mit Namen wie Sweet Nineteen, Turks Works und Bombay Bossa Nova.
Das Sextett wurde in Los Angeles recht bekannt, obwohl es keine im Handel erhältlichen Aufnahmen gab. Hervorzuheben ist die Ellis-Komposition „Synthesis“, die das Sextett zusammen mit Stan Kentons Neophonic Orchestra auf einem Konzert im Februar 1966 im „Los Angeles Music Center“ spielte.
Am 14. Juli 1966 spielte das Sextett in Bill Grahams Fillmore West Auditorium, als Vorgruppe für Grateful Dead und Big Brother and the Holding Company. Dies war die vorerst letzte bekannte Tätigkeit des Sextetts, bis es 1971 (mit Milcho Leviev am Piano; Ralph Humphrey und Dennis Parker bildeten die Rhythmusgruppe) wieder einige Konzerte in Hollywood spielte. Doch Ellis’s Zweitprojekt, das Workshop Orchester, hatte in den vergangenen paar Jahren etwas anderes entwickelt.

### 1966:Live at Monterey!
Parallel zu den Arbeiten mit dem Hindustani Jazz Sextet schrieb Ellis weiter Arrangements für die Formation, die in den folgenden Jahren zum Don Ellis Orchestra wurde. Fast ein Jahr lang fanden jeden Montagabend Proben statt; zunächst an einem Ort namens „Club Havanna“ und später im „Bonesville“ in Hollywood, wo sie begannen, zu einem signifikanten Folgeprojekt heranzuwachsen. Die Gruppe verdiente ein wenig Geld damit, Zuschauer gegen eine kleine Eintrittsgebühr zu den Proben zuzulassen. In dieser Zeit initiierte die Band eine Briefaktion der Fans an den Veranstalter des Monterey Jazz Festival 1966, mit dem Ziel, dort einen Auftritt zu bekommen. Tatsächlich gelang die Kampagne, und im September wurde die Band gebucht.
Das „Don Ellis Orchestra“ unterschied sich in mehrfacher Hinsicht von den meisten anderen großen Bands, am offensichtlichsten in seiner Instrumentierung (siehe unten), aber auch in der Einbindung indischer Elemente in moderne Big-Band-Kompositionen. Auf Basis seiner Erfahrung in Komposition und Arrangement und des Studiums indischer Musik begann Ellis Jazz-basierte Musik mit Metren zu schreiben, die er bei Rao studiert hatte. Dazu gehörten nicht nur 4/5, 7/8 und 9/4, sondern noch komplexere rhythmische Zyklen wie 19/4 oder 27/16. In den folgenden Jahren benutzte Ellis noch wesentlich komplexere rhythmische Zyklen, die durch sein späteres Interesse an osteuropäischer Volksmusik, wie der von Griechenland und Bulgarien, inspiriert wurden.
All diese ungewöhnlichen Elemente verschmolzen zu einem musikalischen Erlebnis, das sich von allem unterschied, was das Publikum des Monterey-Festivals bis dahin zu Gehör bekommen hatte. Das Orchester bekam tosenden Applaus und Standing Ovations – schon nach dem Ende des ersten Liedes mit dem Titel 33 222 1 222, entsprechend der rhythmischen Signatur der Komposition. Die Band spielte weiter: Stücke in 7er-, 9er-, 27er-, sowie einige in Standard-Metren. Teile des Konzertes wurden im Folgejahr von Pacific Jazz Records als LP veröffentlicht (Live at Monterey). Die CD-Wiederveröffentlichung von 1988 enthält weiteres zuvor unveröffentlichtes Material aus dem Konzert.
Im Anschluss an diesen Durchbruch spielte die Band auf dem Pacific Jazz Festival 1966, und in Shelly Mannes Nachtclub Shelly’s Manne-Hole im März 1967, wovon jeweils Teile auf der 1967er LP Live in 3⅔/4 Time („Live im Dreizweidrittel/Viertel-Takt“) (Pacific Jazz) veröffentlicht wurden.

### 1967–1972: Columbia Records
Um diese Zeit holte der Musikproduzent und A&R John Hammond die Band zu Columbia Records. 1967 begannen die Aufnahmen zu einem der wichtigsten Alben in Ellis’ Karriere, Electric Bath, das im Folgejahr unter großer medialer Aufmerksamkeit veröffentlicht wurde.
Im Februar 1968 ging das Orchester wieder ins Studio, um das nächste Album Shock Treatment aufzunehmen, das bei der Veröffentlichung ungewöhnliche Probleme bereitete. Don Ellis in einem Interview mit dem Down Beat Magazin:

„Nach der Fertigstellung des Albums habe ich es hier in Kalifornien abgemischt und editiert und dann das fertige Produkt nach New York geschickt. Es war noch nicht soweit, dass das Album bereits veröffentlicht war, als ich eine Pressung zu hören bekam.
Zu meinem Entsetzen musste ich feststellen, dass, ohne mich zu fragen, das ganze Album umgekrempelt worden war – vormals abgelehnte Masteraufnahmen und ungenehmigte Takes wurden verwendet (nicht die, die ich ausgewählt und bearbeitet hatte), falsche Songs waren auf dem Album, nicht autorisierte Schnitte wurden gemacht, die den musikalischen Fluss einiger Kompositionen zerstörten (es fehlten sogar Schläge aus den Takten), ganze Teile, von denen einige die Höhepunkte des Albums darstellten, waren herausgeschnitten.
Deshalb stimmten die Linernotes, die dem Album ursprünglich beilagen, nicht mehr mit dem überein, was tatsächlich auf dem Album war, da sie die Aufmerksamkeit auf Soli und Höhepunkte lenkten, die nun nicht mehr existierten,. […] Sogar die Besetzung war falsch auf dem Cover aufgeführt.
Als ich erfuhr, was geschehen war, war ich natürlich beunruhigt und bat Columbia, das Album nochmal neu machen zu dürfen. Freundlicherweise haben sie zugestimmt, und ich konnte das Album zurück in seine ursprüngliche Form bringen, außer, dass ich [den Titel] Zim, der hoffentlich auf einem zukünftigen Album erscheinen wird, zugunsten Mercy Maybe Mercy wegließ, was meinem Produzenten besonders gut gefiel.“

Ende 1968 begannen die Aufnahmen für das nächste Album Autumn, welches das 20-Minuten-Opus Variations for Trumpet enthält, das Ellis’s virtuoses Trompetenspiel zeigt. Ebenfalls ist Pussy Wiggle Stomp darauf zu hören, das Lied, das Indian Lady als Erkennungsmelodie für das Orchester ablöste. Die B-Seite enthält zwei lange Mitschnitte von einem Konzert in Palo Altos Stanford University im August 1968. Die Titel offenbaren den bemerkenswerten Live-Sound der Band dieser Zeit, der weitaus rauer war als bei ihren früheren Live-Aufnahmen.
Im Frühjahr 1969 ging das Orchester wieder in die Columbia Studios, um die LP The Don Ellis Band Goes Underground aufzunehmen. Es beinhaltet Interpretationen von einigen Pop-Songs (arrangiert von Ellis) und einige Eigenkompositionen. Neben Liedern von Laura Nyro, The Isley Brothers und Sly Stone enthält es auch Bulgarian Bulge, eine Komposition, die auf einem bulgarischen Volkslied im 33/16-Takt basiert.
Im Juni 1970 spielte das Orchester für drei Nächte im Fillmore West Auditorium, als Opening Act für Quicksilver Messenger Service und Leon Russell. Das Konzert wurde mitgeschnitten und Ende 1970 von Columbia als Doppelalbum Don Ellis at Fillmore veröffentlicht. Das Album enthält neben viel eigenem Material eine experimentelle Version von Hey Jude der Beatles sowie eine neue Version von Pussy Wiggle Stomp.
Die energetischen Live-Auftritte der Band, wie zum Beispiel an der Stanford University, erhöhten seine Popularität auch in universitären Kreisen. Notenkopien seiner Band wurden veröffentlicht und von vielen High-School- und College-Bigbands gespielt. In dieser Zeit unterrichtete Ellis vielen Studien-Gruppen und spielte mit ihren Bands.
Im Mai 1971 holte Ellis ein Streichquartett zum Orchester und engagierte den bulgarischen Klaviervirtuosen Milcho Leviev, der in der Lage war, fließend in Taktarten zu improvisieren, die auf die meisten amerikanischen Improvisations-Künstler einschüchternd gewirkt hätten.
Er war eine wichtige Bereicherung für Ellis’ Band und blieb für fünf Jahre. Das Orchester wurde Ende Mai im Basin Street West, San Francisco aufgenommen. Die daraus resultierende Doppel-LP Tears of Joy wurde Ende 1971 veröffentlicht. Der enthaltene Titel Strawberry Soup wurde wegen seiner metrischen Komplexität, dem Spektrum an Klangfarben und der komplexen Variationen eines einfachen Grundthemas zum Gegenstand mehrerer wissenschaftlicher Untersuchungen.

### 1972: The French Connection
Um diese Zeit wurde Ellis von Regisseur William Friedkin gebeten, die Musik zu seinem Film The French Connection zu schreiben. Er nahm das Projekt an und schrieb die Musik für sein eigenes Orchester. Der Soundtrack brachte ihm später einen Grammy („Best Instrumental Arrangement“) ein. Er wurde gebeten, auch die Musik zur Fortsetzung French Connection II (1975) zu schreiben.
Ellis’s letztes Album für Columbia, Connection, wurde im August 1972 aufgenommen. Darauf befindet sich The Theme from “The French Connection”, eine verkürzte Version des Soundtracks, und Chain Reaction, eine Meisterleistung des langjährigen Orchester-Mitglieds Hank Levy. Neben diesen Highlights sind umarrangierte Interpretationen mehrerer Pop-Songs von Künstlern wie Carole King, Yes, Andrew Lloyd Webber und The Carpenters zu hören.

### 1973–1974: MPS
1973 spielte das Orchester das Album Soaring ein, eine Sammlung von Eigenkompositionen. Milcho Leviev trug Sladka Pitka bei, das auf einem bulgarischen Volkslied basiert. Die Platte wurde von MPS veröffentlicht, wie auch das nachfolgende Album Haiku mit Pianist Milcho Leviev, Bassist Ray Brown, Schlagzeuger John Guerin, und einem großen Streichorchester. Es enthält zehn Songs, die jeweils auf der Grundlage eines japanischen Haiku-Gedichts komponiert wurden. Das Album ist sehr entspannt und in sich gekehrt. Haiku wurde vermutlich Ende 1973 aufgenommen und 1974 veröffentlicht.

### 1974:The Organic Bandund Herzprobleme
1974 begann Ellis sich für brasilianische Musik zu interessieren und lernte Portugiesisch, um sich besser mit den dort einheimischen Musikern zu verständigen. In dieser Zeit leitete er eine Live-Band namens „Organic Band“, die im Wesentlichen eine abgespeckte Version des Orchesters darstellte und keine elektronischen Instrumente oder Effekte mehr benutzte, dafür aber ein Vokalquartett. Mit der „Organic Band“ tourte Ellis im Frühjahr und Sommer 1974. Leider gibt es aus dieser Periode keine Aufnahmen.
Weitere Bestrebungen mit der Organic Band musste Ellis wegen gesundheitlicher Probleme verschieben. Nach einem Anfall von Atemnot begab er sich in ein New Yorker Krankenhaus, wo bei ihm ein Herzklappenfehler diagnostiziert wurde, der zu Herzrhythmusstörungen führte. Er bekam Medikamente und ging zurück nach Los Angeles. Kurz darauf bekam er erneut Atemprobleme und ging zu einem örtlichen Krankenhaus, wo ein Loch in der Herzscheidewand und nach weiteren Untersuchungen schließlich eine Herzmuskelerkrankung diagnostiziert wurde. Ihm wurden weitere Medikamente verschrieben, aber sein Zustand verschlechterte sich. An einem frühen Morgen im Mai 1975 erlitt er Kammerflimmern. Später beschrieb Ellis, wie er sich am Rande des Todes befunden hatte, als die Ärzte um sein Leben kämpften: „Es klingt komisch, ich weiß, aber es war ein bemerkenswert schönes Erlebnis, vielleicht das ultimative Hoch.“

### Spätwerke
Am 3. Dezember 1976 hatte das Don Ellis Orchestra einen Fernseh-Auftritt in einer Sendung von Shirley MacLaine namens Where Do We Go From Here?. Sie spielten ein Ellis-Arrangement von Sweet Georgia Brown, das sie in „Sweet Shirley MacLaine“ umbenannt hatten. Das Arrangement enthielt ein Solo von Art Pepper, eine Passage für Stepptänzer und wieder die elektronische Trompete.
1977 unterschrieb Ellis einen Vertrag beim Label Atlantic Records. Der Vertrag garantierte der Band eine Finanzierung der Reise zum bevorstehenden Montreux Jazz Festival in Montreux (Schweiz). Im Gegenzug erwartete Atlantic die Überlassung der Live-Aufnahmen seines dortigen Auftritts. Allerdings bat ihn die Plattenfirma, zuvor zwei Songs von Star Wars einzuspielen. Die Titel Star Wars (Main Title) und Prinzessin Leia’s Theme sollten als Single veröffentlicht werden. Im Juni fragte die Plattenfirma nochmal nach und beauftragte Ellis, ein ganzes Album mit Starwars-Material aufzunehmen, um im Fall eines Hits der Single sofort ein Album nachlegen zu können.
Da Ellis vor der Abreise nach Montreux nur noch eine Woche Zeit hatte, ließ er sich von den Komponisten/Arrangeuren Tommy Vig und Curt Berg unterstützen, schrieb aber den größten Teil doch selber. Das Album wurde als Music from Other Galaxies and Planets zusammengestellt. Alle Stücke erhielten Science-Fiction-bezogene Namen wie Orion’s Sword oder Crypton.
Das Album Live at Montreux erreichte Platz 48 der Billboard Jazz Charts. Es war Ellis’ letztes Album unter eigenem Namen.
Später erscheint er noch als Musiker auf Alben von Nick Gilder (You Know Who You Are) und Tommy Vig (1978).
Ellis’ letzter bekannter öffentlicher Auftritt fand am 21. April 1978 im Westside Room in Century City statt. Danach verbot sein Arzt ihm das Trompetenspiel, um sein Herz zu schonen. Am 17. Dezember 1978, nach dem Besuch eines Jon-Hendricks-Konzerts, erlitt Ellis einen tödlichen Herzinfarkt in der Wohnung seiner Eltern. Er wurde nur 44 Jahre alt. Ellis wurde auf dem Forest Lawn Memorial Park (Hollywood Hills) beerdigt.

## Rezeption des Lebenswerkes
Obschon Ellis’ Experimente mit Form und Inhalt des Jazz unbestreitbar innovativ waren, stießen seine Neuerungen zu seinen Lebzeiten oft auf Unverständnis, oder wurden als prätentiös oder zu humoristisch rezipiert. So pflegte er seinem Publikum zu erklären, wie bestimmte Taktarten unterteilt wurden. Dazu ließ er sich humorvolle Bonmots einfallen, wie zum Beispiel, dass 33 222 1 222 nur die Postleitzahl von Monterey sei. Sein Sinn für Humor schürte bei Kritikern oft den Verdacht, er nähme seine eigene Musik nicht ernst. Eine angemessene Würdigung seines Lebenswerkes fand erst posthum statt.
Nicht nur seine herausragenden Leistungen als Instrumentalist und Komponist zeigten, dass er ein ernstzunehmender und engagierter Musiker war. Er legte auch großen Wert auf seine Unterrichtstätigkeit. So gründete er eine Jugendkapelle in Los Angeles, die von Glenn Ferris geleitet wurde. Sidemen wie Stu Blumberg würdigten Ellis dafür, dass er ihnen die Eigenheiten der unkonventionellen Musik in Film-Soundtracks nahegebracht hatte. Tenorsaxophonist Jim Snodgrass bemerkte: „Ich denke, Don war in vielerlei Hinsicht ein Lehrer. Eine Sache, die seine Musik mich gelehrt hat, war, dass ich alles, was ich unbedingt spielen musste, auch spielen konnte“.
Trotzdem schwand die Popularität von Ellis Musik nach seinem Tode. Abgesehen von Tom Scott, John Klemmer, Glenn Ferris, Milcho Leviev und Ann Patterson haben nur wenige seiner ehemaligen Mitmusiker nennenswerten Ruhm erreicht, und Ellis Kompositionen wurden nur noch selten gespielt.
Columbia Records, ursprünglich verantwortlich für die Veröffentlichung von sieben Ellis-Alben, hat lediglich Electric Bath, Ellis größten kommerziellen Erfolg, im Jahr 1997 auf CD wiederveröffentlicht und weigerte sich hartnäckig, die anderen Alben neu aufzulegen. Der Großteil seiner Aufnahmen erschien erst ab dem Jahr 2000, als Labels wie Koch Jazz, Wounded Bird und Mighty Quinn Productions sich um die Wiederveröffentlichungen bemühten. 2008 wurde seine Platte „Soaring“ (1973) vom renommierten Label Verve Records in der Serie 'Jazz Club' wiederveröffentlicht.
Ellis schrieb zahlreiche Artikel und mehrere Bücher. Viele der Texte wurden in Zeitschriften wie Jazz und Down Beat gedruckt. Zwei seiner Bücher wurden veröffentlicht. The new rhythm book (1972) beschäftigt sich mit der Praxis und Performance unüblicher Metren. Es beinhaltet einen Begleit-Tonträger mit dem Titel New Rhythms. Das zweite Buch, Quarter Tones (1975), ist eine theoretische Anleitung zur Verwendung von Vierteltönen. Beide Bücher sind sehr detailliert und bieten ein hohes Maß an historischen und kulturellen Hintergründen zu ihren Themen. Beide Bücher sind sehr schwer zu finden, da sie vermutlich nach ihrer Erstauflage nicht mehr nachgedruckt wurden.
Die Don Ellis Library and Collection befindet sich im ethnomusikologischen Archiv an der University of California, Los Angeles (UCLA). In dieser Sammlung befinden sich Schriften, Instrumente und andere Gegenstände sowie sein Grammy für den Soundtrack zu The French Connection aus dem Jahr 1971.

## Don Ellis Tribute Orchestra
Zum 30. Todestag von Don Ellis am 17. Dezember 2008 gründeten Thomas Gansch und Markus Geiselhart das Don Ellis Tribute Orchestra (DETO), eine 18-köpfige Big Band mit großteils österreichischen Musikern.
Vorerst war nur ein Konzert geplant, aber im Oktober 2010 gab es weitere Auftritte, 2012 wurde entschieden, regelmäßig Konzerte und Tourneen zu spielen. Im April 2013 fand die erste Tour durch Österreich, die Slowakei, Kroatien und Deutschland statt.
Das DETO spielt legendäre Don-Ellis-Titel wie etwa „Indian Lady“, „Turkish Bath“, „Great Divide“ oder „Pussy Wiggle Stomp“, aber auch die von Don Ellis komponierte Titelmusik zum Film „French Connection“.

## Viertelton-Trompete und Orchester-Instrumentierung
Die Inspiration zur Entwicklung der Viertelton-Trompete kam einerseits durch Ellis’ Studium der indischen Musik, deren Frequenz-Intervalle von Ethnomusikologen als „Mikrotöne“ bezeichnet werden. Zum wesentlichen aber resultierte sie aus seinem Interesse für den Bereich der Neuen Musik, in dem verschiedene Komponisten mit Tonalitäten und Intervallen außerhalb der westlichen Funktionsharmonik experimentierten, besonders Harry Partch, von dem bekannt ist, dass Ellis ihn traf und mit ihm Ideen diskutierte.
Während er die Zwölftonkompositionen für Orchester des tschechischen Komponisten Pavel Blatný studierte, entdeckte Ellis schließlich, dass jener eine Etüde für eine Viertelton-Trompete geschrieben hatte.
Er sprach mit Larry Ramirez, dem Entwickler für Blechblasinstrumente beim Instrumentenbauer LeBanc-Holton, über den Aufbau einer Trompete mit einem vierten Ventil, das ein zusätzliches, kurzes Ringmodul öffnet, wodurch eine Viertelton-Verschiebung nach unten erreicht werden konnte und gab den Bau einer Einzelanfertigung in Auftrag. Er erhielt das Instrument im September 1965.
Die Viertelton-Trompete, um ein elektrisches Mundstück erweitert, wurde das unverkennbare Markenzeichen für Don Ellis’ Trompetenspiel.
Das Interesse von Ellis an den Erweiterungsmöglichkeiten der Big-Band-Instrumentierung wird auf Live at Monterey (1966), seiner ersten Orchester-Veröffentlichung, deutlich. Inspiriert durch seine Erfahrungen mit Latin-Bands, erweiterte er seine Rhythmusgruppe auf zwei Schlagzeuge und auf drei Kontrabässe, mindestens zwei zusätzliche Percussionisten, Klavier und Orgel. Auf dem Song Turkish Bath (auf Electric Bath, 1967) ist der Bassist Ray Neapolitan auch an der Sitar zu hören. Seine Bläsersätze waren meist konventionell, obwohl er sie später um Tuba und Waldhorn erweiterte. Manchmal spielte der Saxophonist Instrumente wie Flöte, Oboe, Klarinette und Saxello.
Im Jahr 1967 fing Ellis an, mit elektronischen Instrumenten zu experimentieren. Sein Pianist begann, Fender-Rhodes (E-Piano), Clavinet und elektrisches Cembalo zu spielen. Ellis selbst spielte die selbstentwickelte, elektrische Trompete, erstmals zu hören auf Open Beauty, ebenfalls auf Electric Bath.
1968 ersetzte Ellis die Kontrabässe durch einen einzigen E-Bass, den erst Joe Julian, dann Dennis Parker und schließlich Dave McDaniels spielte. Er stellte ferner den Gitarristen Jay Graydon ein, der für mehrere Jahre in der Band blieb.
Für die Tears of Joy-Tour 1971 integrierte Ellis ein Streichquartett in die Band. Die Instrumente wurden mit neu entwickelten Pick-ups von Barcus-Berry verstärkt, damit sie über den Blechbläsern und Saxophonen zu hören waren. Diese neuen Klangfarben erschlossen Ellis eine Quelle von kreativen Möglichkeiten. Er erklärte: „Menschen verbringen ganze Abende um ein Blechbläserquintett, ein Holzbläser- oder Streichquartett zu hören, und so folgerte ich, dass uns mit ALLEN von diesen, im Rahmen einer Big Band, eine fantastische Vielfalt von Farben zur Verfügung stehen würde.“
1973 (eventuell 1974) wurde Haiku veröffentlicht. Das Album wurde mit einem Jazz-Quartett, das von einem vollen Streichorchester unterstützt wurde, aufgenommen. Aufgrund der Größe des Ensembles hatte er sich wahrscheinlich nie vorgestellt, mit dieser Besetzung live zu spielen.
Wegen seiner Herzprobleme sattelte Ellis auf Synthesizer und Keyboards um und spielte nur noch selten Trompete, obwohl er noch zwei neue Instrumente gelernt hatte: die Superbone, eine Ventilposaune und die Firebird, eine Zugtrompete (Instrumente, die auch Maynard Ferguson spielte).

## Diskografie
| - 1960 How Time Passes (Candid) mit Jaki Byard, Ron Carter, Charlie Persip - 1961 Out of Nowhere (Candid) mit Paul Bley, Steve Swallow - 1961 New Ideas (Prestige, CD: OJC) mit Al Francis (vib), Byard, Carter, Persip - 1962 Essence (CD: Mighty Quinn) mit Paul Bley, Gary Peacock - 1962 Jazz Jamboree (10") (Muza) - 1966 Don Ellis Orchestra Live at Monterey (Pacific Jazz) - 1966 Live In 3 2/3 4 Time (Pacific Jazz) - 1967 Electric Bath (Columbia) - 1968 Shock Treatment (Columbia, CD:Koch) - 1968 Autumn (Columbia) - 1969 The New Don Ellis Band Goes Underground (Columbia) | - 1970 Don Ellis at Fillmore (Columbia) - 1971 Tears of Joy (Columbia, CD: Wounded Bird) mit Milcho Leviev - 1972 Connection (Columbia, CD: Wounded Bird) - 1973 Soaring (MPS) - 1973 Haiku (MPS) - 1977 Music From Other Galaxies and Planets (Atlantic) - 1977 Live at Montreux (Atlantic, CD: Koch) - 2001 French Connection / French Connection II (Nur CD) (Film Score Monthly) - 2002 A Simplex One (CD-Wiederveröffentlichung von How Time Passes) - 2006 Pieces of Eight – Live at UCLA (Nur Doppel-CD) (Wounded Bird) - 2010 Live in India (Sleepy Night Records SNR003CD) |

## Filmografie
- 1969: Banditen auf dem Mond (Moon Zero Two)
- 1971: Brennpunkt Brooklyn (The French Connection)
- 1973: Die Seven-Ups (The Seven-Ups)